# Jasmi Joensuu
Jasmi Joensuu, née le 7 mai 1996 à Kellokoski, est une fondeuse finlandaise.

## Biographie
Originaire de Kuortane, elle est membre du Vantaan Hiihtoseuraa. Elle pratique aussi le lancer du javelot chez les jeunes.
Après une victoire aux Championnats de Finlande junior sur quinze kilomètres, Jasmin Joensuu prend part à son premier événement international au Festival olympique de la jeunesse européenne 2013. Elle participe à sa première épreuve de Coupe du monde en mars 2014 à Lahti sur le sprint. Après deux sélections aux Championnats du monde junior en 2014 et 2015, la Finlandaise se rend aux États-Unis.
En 2018-2019, elle prend part à la Coupe de Scandinavie et y marque ses premiers points. En 2019, elle est finalement diplômée à l'Université de Denver, où a étudié le marketing et la finance. Elle se classe aussi troisième du sprint aux Championnats de Finlande.
Lors de la saison 2019-2020, Joensuu est appelée régulièrement en Coupe du monde et parvient à inscrire ses premiers points grâce à une 27e place au dix kilomètres classique de Lahti. Elle prend base désormais à Rovaniemi.
En 2020-2021, désormais cadre de l'équipe finlandaise en Coupe du monde, elle court pour la première fois le Tour de ski, puis atteint les demi-finales lors des sprints de Falun et Ulricehamn, pour deux dixièmes places. Elle reçoit alors une sélection pour les Championnats du monde à Oberstdorf, où elle finit 17e place du sprint, mais surtout remporte la médaille de bronze sur le relais qu'elle ouvre avec Johanna Matintalo, Riitta-Liisa Roponen et Krista Parmakoski.
Joensuu se distingue au niveau de son style, courant souvent sans couverture sur la tête et les manches remontées.

### Championnats du monde
| Épreuve / Édition        | Sprint                           | Sprint    | 10 km | 10 km                            | Skiathlon 2 × 15 km | 30 km | Relais | Relais                    |
| Épreuve / Édition        | libre                            | classique | libre | classique                        | Skiathlon 2 × 15 km | 30 km | Sprint | 4 × 5 km                  |
| Mondiaux 2021 Oberstdorf | Épreuve inexistante à cette date | 17e       | —     | Épreuve inexistante à cette date | -                   | -     | 7e     | Médaille de bronze, monde |

Légende :
- : pas d'épreuve
- — :  Épreuve non disputée par Joensuu

### Coupe du monde
- Meilleur classement général : 49e en 2021.
- 1 petit globe de cristal : Vainqueur du classement sprint en 2025.
- Meilleur résultat en épreuve individuelle : 10e.
- 2 podium par équipes :
- 1 podium en relais : 1 troisième place.
- 1 podium en sprint : 1 victoire.

#### Courses par étapes
1 podium :
- Tour de Ski : 1 podium.

#### Classements détaillés
| Saison / Épreuve | Saison / Épreuve | Général | Général | Distance | Distance | Sprint | Sprint |
| ---------------- | ---------------- | ------- | ------- | -------- | -------- | ------ | ------ |
| Saison / Épreuve | Saison / Épreuve | Class.  | Points  | Class.   | Points   | Class. | Points |
| 2019-2020        | 2019-2020        | 95e     | 411     | 81e      | 4        | 72e    | 7      |
| 2020-2021        | 2020-2021        | 49e     | 86      | 56e      | 17       | 25e    | 63     |